# Franklin (Nebraska)
Franklin je grad u američkoj saveznoj državi Nebraska. Prema popisu stanovništva iz 2010. u njemu je živjelo 1,000 stanovnika.